# Iwan IV Smilec
Iwan IV Smilec (bułg.: Иван IV Смилец, Iwan IV Smilec) – car bułgarski w latach 1298 – 1299. Syn cara Smilca.

## Życie
Iwan IV Smilec był synem cara bułgarskiego Smilca i poślubionej przez niego około 1292 roku, nieznanej z imienia córki Konstantyna Paleologa (Smilcena). W chwili objęcia władzy w Tyrnowie po śmierci ojca nie mógł mieć więcej nad 6 lat. Chcąc zachować prawa syna do korony zagrożone przez opozycję wewnętrzną oraz interwencję tatarską, carowa wdowa przyzwała wygnanego przez męża despotę Eltimira, brata cara Jerzego I Tertera i oddała mu za żonę córkę męża z pierwszego małżeństwa, przyznając mu władzę nad ziemią kryńską w dolinie rzeki Tundży. Starała się też wykorzystując poparcie swego zięcia, syna króla serbskiego Stefana Milutina zawrzeć przymierze z Serbią. Najwyraźniej udało jej się pokonać braci męża, Radosława i Wojsiła, dążących do przejęcia władzy w państwie, którzy ratowali się ucieczką na dwór bizantyński i oddali się na usługi rządu greckiego. Próby zawarcia przymierza z królem serbskim zakończyły się natomiast niepowodzeniem.
Jesienią 1299 roku z rąk chana Złotej Ordy Toktaja zginął chan Nogaj. Jego syn Czaka, na czele wiernych sobie oddziałów, wraz z synem Jerzego I Tertera, Teodorem Swetosławem, będącym zakładnikiem tatarskim, zbiegli w granice Bułgarii. Regenci, carowa wdowa i Eltimir nie byli w stanie stawić im oporu. Teodor Swetosław skłonił bojarów tyrnowskich do obrania Czaki carem.
Iwan IV i jego dwór schronili się w dobrach Eltimira, gdzie przebywali nadal po objęciu władzy w 1300 roku przez bratanka Eltimira Teodora Swetosława. W 1305 roku matka Iwana prowadziła w Konstantynopolu rozmowy z rządem bizantyńskim z ramienia syna lub Eltimira. Klęska zadana w tym samym roku Eltimirowi przez Teodora Swetosława położyła im jednak kres.
Iwan IV spędził resztę życia na wygnaniu w Bizancjum jako Jan Komnen Dukas Angelos Branas Paleolog (po dziadkach Konstantynie Angelosie Komnenie Dukasie Paleologu i Irenie Komnenie Laskarinie Branainie). Zmarł jako mnich około 1330 roku.

## Rodzina
Iwan IV Smilec miał troje przyrodniego rodzeństwa
- Iwana, który wstąpił do klasztoru przyjmując imię Joasafa[5],
- Teodorę wydaną za nieślubnego syna Stefana Milutina, przebywającego w niewoli tatarskiej jako zakładnik, Urosza, późniejszego króla Serbii Stefana Deczańskiego,
- nieznaną z imienia siostrę, wydaną za Eltimira brata Jerzego I Tertera[2].

|  |                   |                           |                            |                            |                            |                        |                                    |                                    |  |  |  |
|  |                   | 1 córka Konstantyna Ticha | 1 córka Konstantyna Ticha  | Smilec (panował 1292–1298) | Smilec (panował 1292–1298) | 2 Smilcena Paleologina | 2 Smilcena Paleologina             |                                    |  |  |  |
|  |                   |                           |                            |                            |                            |                        |                                    |                                    |  |  |  |
|  |                   | 1                         | 1                          | 1                          | 1                          | 1                      | 1                                  | 2                                  |  |  |  |
|  | Iwan mnich Joasaf | Iwan mnich Joasaf         | Teodora ∞ Stefan Deczański | Teodora ∞ Stefan Deczański | NN córka ∞ Eltimir         | NN córka ∞ Eltimir     | Iwan IV Smilec (panował 1298–1299) | Iwan IV Smilec (panował 1298–1299) |  |  |  |